# Fernando González (judoka)
Fernando González Pérez (ur. 30 kwietnia 1969) – hiszpański judoka. Olimpijczyk z Aten 2000, gdzie zajął siódme miejsce w wadze średniej.
Uczestnik mistrzostw świata w 1995 i 1997. Startował w Pucharze Świata w latach 1993-2000. Siódmy na mistrzostwach Europy w 1998 i 2000 i drugi w drużynie w 2000. Wicemistrz igrzysk śródziemnomorskich w 1993 i trzeci w 1997 roku.

## Letnie Igrzyska Olimpijskie 2000
| Konkurencja | Eliminacje            | Eliminacje              | Repasaże            | Repasaże                 | Repasaże                  | Klas. końcowa |
| Konkurencja | Przeciwnik I          | Przeciwnik II           | Przeciwnik I        | Przeciwnik II            | Przeciwnik III            | Miejsce       |
| ----------- | --------------------- | ----------------------- | ------------------- | ------------------------ | ------------------------- | ------------- |
| 90 kg       | Lee Chih-feng (TPE) Z | Carlos Honorato (BRA) P | Krisna Bayu (INA) Z | Hidehiko Yoshida (JPN) Z | Rusłan Maszurenko (UKR) P | 7.            |